# Кущівник-товстодзьоб
Кущівни́к-товстодзьо́б (Clytoctantes) — рід горобцеподібних птахів родини сорокушових (Thamnophilidae). Представники цього роду мешкають в Південній Америці.

## Види
Виділяють два види:
- Кущівник-товстодзьоб колумбійський (Clytoctantes alixii)
- Кущівник-товстодзьоб чорногорлий (Clytoctantes atrogularis)

## Етимологія
Наукова назва роду Clytoctantes походить від сполучення слів дав.-гр. κλυτος — відомий, шляхетний і κταντης — вбивця.